# 向島 (花街)
向島（むこうじま）は、東京都墨田区向島5丁目にある花街。
芸妓数は100名以上を誇り、伝統文化を守り、積極的に活躍している。向島2丁目、向島5丁目付近の「向島墨堤組合」を中心とした地域に料亭が点在している。
墨堤通りと国道6号の中間に、見番通り（けんばんどおり）が南北に通っている。見番通りは、言問橋東交差点から北に伸びる700m程の道路である。
見番通りと国道6号との分岐点の南側には牛嶋神社がある。見番通りには、南から、すみだ郷土文化資料館、墨田区立小梅小学校、三囲神社、向島墨堤組合（見番）、弘福寺、長命寺などが隣接して建っており、北端で墨堤通りと合流する。付近には王貞治の一本足打法のレリーフが掲げられた隅田公園少年野球場、和菓子（言問団子、長命寺桜もちなど）を売る店がある。ここから隅田川岸に出ると、約100m下流に桜橋があり、橋周辺の川岸に延々と桜が植えられており、現在でも「墨堤の桜」として親しまれている。

## 歴史
向島は隅田川沿岸に位置し、江戸時代から風光明媚の地として栄えてきたが、明治期に料理屋が置かれ、それが花街の起源となった。最盛期には待合、料理屋が100軒から200軒、芸妓は1000名以上あり、各検番（芸妓、料理屋を管轄する機関）にそれぞれ在籍した。中でも洋装のダンス芸妓が人気を集めた。
その近くには玉の井という、私娼のいた銘酒店街（飲み屋を装って売春をする店が立ち並ぶ場所で、非公認の遊廓）が存在した。
向島の花街は、関東大震災や第二次世界大戦の危機を乗り越えてきたが、昭和後期に入り料亭、芸妓数の減少が続き、2009年時点では、料亭18軒、芸妓120名であった。
戦前には複数あった見番が「向嶋墨堤組合」に統合され、芸妓の技芸向上や後進の育成を図るほか、春の時期に桜茶屋を設け花見客を接待するなど、対外的にも積極的に取り組んでいる。

## 向島を舞台にした作品
- 永井荷風『向嶋』[2]
- 向島を描いた浮世絵のリスト
- 『おヒマなら来てよネ!』- 1987年のテレビドラマ。フジテレビ、中山美穂 主演